# 菊理媛神

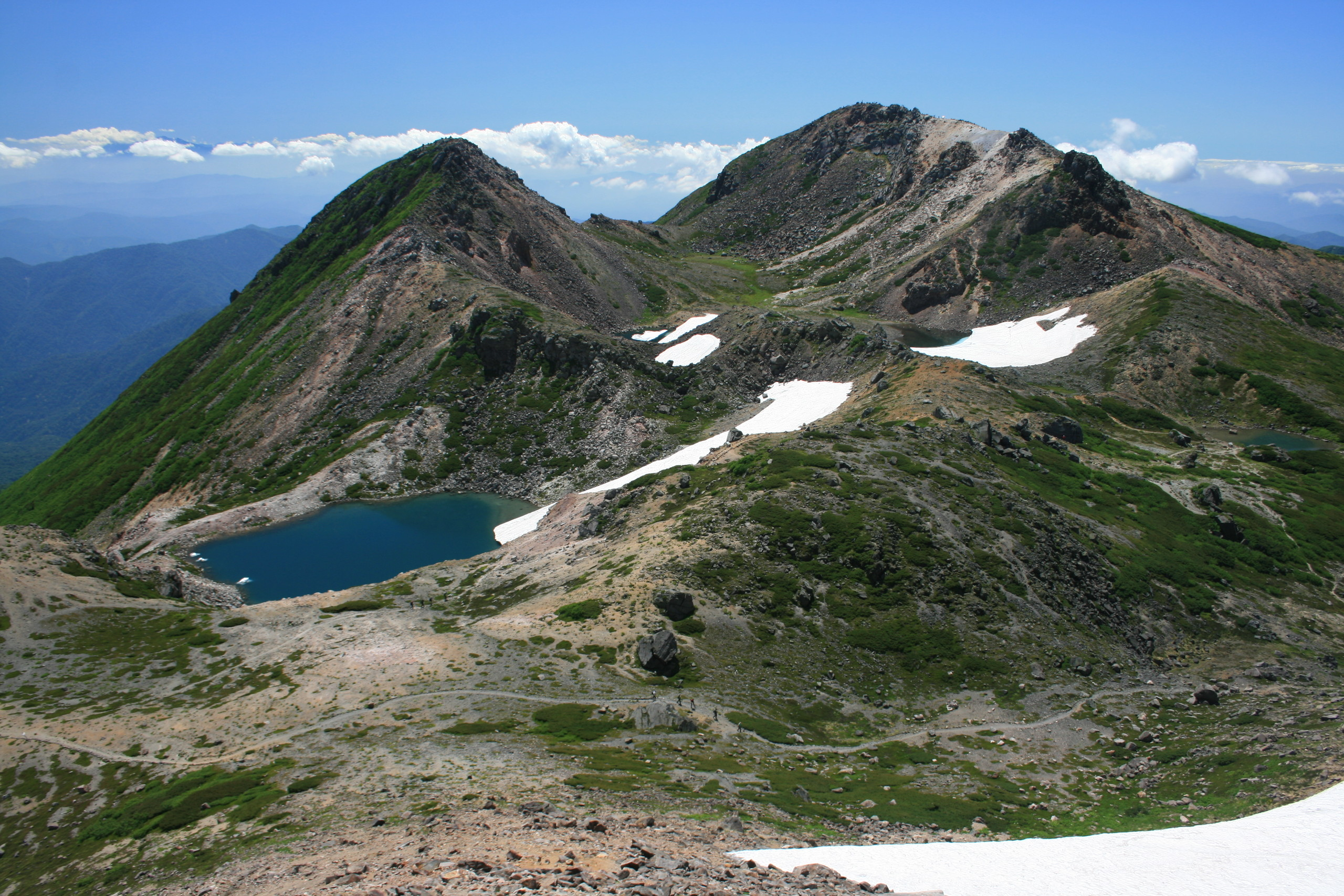
白山

菊理媛神、または菊理媛命（ククリヒメのカミ、ククリヒメのミコト、キクリヒメのミコト）は、日本の神。
加賀国の白山や全国の白山神社に祀られる白山比咩神（しらやまひめのかみ）と同一神とされる。

## 神話上の菊理媛
日本神話においては、『古事記』や『日本書紀』正伝には登場せず、『日本書紀』の異伝（第十の一書）に一度だけ出てくるのみである。
神産みで死んだ伊弉冉尊（いざなみ）に逢いに、伊奘諾尊（いざなぎ）は黄泉を訪問するが、伊弉冉尊の変わり果てた姿を見て逃げ出した。しかし泉津平坂（黄泉比良坂）で追いつかれ、伊弉冉尊と口論になる。そこに泉守道者が現れ、伊弉冉尊の言葉を取継いで「一緒に帰ることはできない」と言った。つづいてあらわれた菊理媛神が何かを言うと、伊奘諾尊はそれ（泉守道者と菊理媛神が申し上げた事）を褒め、帰って行った、とある。菊理媛神が何を言ったかは書かれておらず、また、出自なども書かれていない。
この説話から、菊理媛神は伊奘諾尊と伊弉冉尊を仲直りさせたとして、縁結びの神とされている。
夜見国で伊弉冉尊に仕える女神とも、
伊奘諾尊と伊弉冉尊の娘、イザナミが「故、還らむと欲ふを、且く黄泉神と相論はむ」（古事記）と言及した黄泉神（よもつかみ）（イザナミ以前の黄泉津大神）、
伊弉冉尊の荒魂（あらみたま）もしくは和魂（にぎみたま）、あるいは伊弉冉尊（イザナミ）の別名という説もある。
いずれにせよ菊理媛神（泉守道者）は、伊奘諾尊および伊弉冉尊と深い関係を持つ。
また、死者（伊弉冉尊）と生者（伊奘諾尊）の間を取り持ったことからシャーマン（巫女）の女神ではないかとも言われている。
ケガレを払う神格ともされる。
神名の「ククリ」は「括り」の意で、伊奘諾尊と伊弉冉尊の仲を取り持ったことからの神名と考えられる。菊花の古名を久々（くく）としたことから「括る」に菊の漢字をあてたとも、また菊花の形状からという説もある。菊の古い発音から「ココロ」をあてて「ココロヒメ」とする説もある。
他に、糸を紡ぐ（括る）ことに関係があるとする説、「潜（くく）り/潜（くぐ）る」の意で水神であるとする説、「聞き入れる」が転じたものとする説などがある。
白山神社（石川県鳳珠郡能登町字柳田）では、『久久理姫命（久々利姫命）』と表記している。

## 祭祀上の菊理媛
白山比咩神と同一とされるようになった経緯は不明である。白山神社の総本社である白山比咩神社（石川県白山市）の祭神について、伊奘諾尊・伊弉冉尊と書物で書かれていた時期もある。菊理媛を白山の祭神としたのは、大江匡房（1041年-1111年）が扶桑明月集の中で書いたのが最初と言われている。白山は霊山（山岳霊場）として、北陸地方を中心に信仰を集めていた。
14世紀に天台僧によって書かれた『渓嵐拾葉集』には、「扶桑明月集云、・・・八王子近江國滋賀郡小比叡東山金大巌傍天降。八人王子行卒。天降故言八王子。　客人宮桓武天皇即位延暦元年天降。八王子麓白山妙理権現顕座。」とある。
文明元年（1469年）に吉田兼倶が撰したとされる二十二社註式には、「扶桑明月集云、・・・客人宮第五十代桓武天皇即位延暦元年、天降八王子麓白山。菊理比咩神也。」とあり、『大日本一宮記』内には菊理媛が白山比咩神社の上社祭神として書かれている。
その後の江戸時代の書物において白山比咩神と菊理媛が同一神と明記されるようになった。
なお、神仏習合のなかでは白山比咩神は白山大権現、白山妙理権現、または白山妙理菩薩とされ、本地仏は十一面観音とされた他、様々な異説があった。
現在の白山比咩神社は、菊理媛神（白山比咩神）を主祭神とし、伊奘諾尊・伊弉冉尊も共に祀られている。
『玉籤集』は、熊野本宮大社（本宮）で菊理媛神（伊弉冉尊）が祀られていると記述している。